# Гејтс (Њујорк)
Гејтс (енгл. Gates) насељено је место без административног статуса у америчкој савезној држави Њујорк.

## Демографија
По попису из 2010. године број становника је 4.910.
| Група             | 2000.    | 2010.         |
| Белци             | 0 (0,0%) | 4.015 (81,8%) |
| Афроамериканци    | 0 (0,0%) | 426 (8,7%)    |
| Азијати           | 0 (0,0%) | 143 (2,9%)    |
| Хиспаноамериканци | 0 (0,0%) | 238 (4,8%)    |
| Укупно            | 0        | 4.910         |